# Futuriste. Letteratura. Arte. Vita
Futuriste. Letteratura. Arte. Vita è un saggio antologico di Giancarlo Carpi dedicato alle artiste e alle scrittrici del movimento futurista, edito da Castelvecchi nel 2009. 

## Contenuti
Il libro ripercorre la storia della visione futurista della donna e la produzione artistica, letteraria e interdisciplinare delle donne che aderirono al futurismo, dal 1909 al 1944, costituendosi di sette parti organizzate secondo un principio sia tematico che cronologico che la collocano nella storia dell'avanguardia. Accostando lavori di carattere visivo e verbale il volume recupera in una narrazione critica lo sconfinamento mediale perseguito dalle poetiche futuriste, sottolineando d'altra parte il carattere interclassista della partecipazione femminile. 

### Donne futuriste
Il volume si snoda attraverso tre macro-sezioni cronologiche e tematiche: Femminilità e creazione - Il corpo e lo spirito - Pluralità delle arti futurismo di massa - che includono lavori delle seguenti autrici: 
- Gladia Angeli
- Marietta Angelini
- Annaviva
- Elica Balla
- Luce Balla
- Barbara
- Adriana Bisi-Fabbri
- Pina Bocci
- Alzira Braga,
- Benedetta Cappa
- Marj Carbonaro
- Giannina Censi
- Leandra Angelucci Cominazzini
- Tina Cordero
- Franca Maria Corneli
- Immacolata Corona
- Dina Cucini
- Maria d'Arezzo
- Mina Della Pergola
- Valentine de Saint-Point
- Fanny Dini
- Magda Falchetto
- Maria Ferrero Gussago
- Alma Fidora
- Maria Ginanni
- Fulvia Giuliani
- Adele Gloria
- Maria Goretti
- Magamal
- Emma Marpillero
- Marisa Mori
- Elisa Pezzani
- Enrica Piubellini
- Regina
- Maria Ricotti
- Enif Robert
- Rosa Rosà
- Laura Serra
- Irma Valeria
- Wanda Wulz
- Gigia Zamparo Corona
- Ruzena Zatkova

## Ricezione
Alla sua uscita il libro è stato recensito da quotidiani e periodici nazionali., venendo recensito e segnalato da critici letterari e critici d'arte, Daria Galateria, Cesare Giuseppe De Michelis, Cesare De Seta, Gabriele Simongini
Nel dicembre del 2009 è stata realizzata a New York una mostra d'arte ispirata ai contenuti del libro, Futuriste. Women in Art and Literature
Tra il 2009 e il 2022 il volume è stato citato nelle bibliografie di numerosi testi accademici  e nella primavera del 2018 ha contribuito come fonte bibliografica alla mostra realizzata al MAN di Nuoro sul medesimo tema, Le Futuriste. L'Elica e la Luce, a cura di Chiara Gatti e Raffaella Resch, con testi di Giancarlo Carpi, Enrico Crispolti, Lea Vergine, Enrico Bitotto  

## Edizioni
Futuriste. Letteratura arte vita, Castelvecchi, 2009 (collana I Timoni).
Futuriste. Letteratura arte vita, Castelvecchi, 2013 (collana Le Navi).